# Камея
Каме́я (фр. camée, от старофранцузского camaieu, итал. cammeo, от греч. κειμήλιον — сокровище, драгоценность) — род геммы, резного полудрагоценного камня с выпуклым рельефным изображением, в отличие от инталий, резных камней с углублённым изображением. Камеи в качестве миниатюрных украшений как разновидность искусства глиптики (резьбы по твёрдому камню) появились в античности, но несколько позднее, чем инталии, на рубеже IV—III веков до н. э.
Термин из Византии в XIII веке привнесли в страны Западной Европы крестоносцы. Если инталии использовали в качестве печатей, то камеи исключительно для красоты, как особо ценные произведения ювелирного искусства. «Античная камея в истории культуры стала символом утончённой красоты и роскоши».

## История
Расцвет искусства резных камней относится к периоду эллинизма. Самые известные камеи происходят из эллинистической Александрии в Египте, как, например, мировой шедевр — знаменитая Камея Гонзага III в. до н. э. Известно имя Пирготеля, придворного мастера Александра Македонского.
Античные мастера умело использовали многослойность агата и его разновидности: многоцветного сардоникса, обыгрывая контрасты цветовых слоёв, от тёмно-коричневого до голубовато-серого и белого, в нескольких рельефных планах. Варьируя толщину верхнего слоя камня, сквозь который просвечивал нижний слой, обычно более тёмного цвета, умелый мастер добивался эффекта сочетания рельефности и светотеневой моделировки изображения. Кроме отдельных камей, которые вставляли в диадемы, перстни, венцы, позднее в мебель, драгоценные шкатулки и другие предметы, античные мастера в аналогичной технике выполняли сосуды из горного хрусталя, халцедона или оникса с рельефными изображениями. Например, знаменитая «Чаша Фарнезе» или «Кубок Птолемея», которые также были созданы в Александрии Египетской.
Для резьбы использовали лучковый вал (смычок) с ножным приводом, резцы и абразивные материалы, поскольку камни были твёрже металла того времени. В качестве абразива использовали порошок корунда или алмазную пыль с маслом и водой. Для окончательной полировки применяли порошок гематита с оливковым маслом. На одну камею мастер тратил месяцы, а то и годы. Использовали также подкладки из золотой или серебряной фольги. В Средневековье античные камеи вставляли в оправы из золота и серебра, монтировали в реликварии и церковную утварь.
В эпоху итальянского Возрождения, в XVII и XVIII веках, в периоды классицизма и неоклассицизма, начиналось коллекционирование античных камей, а также делали новые, используя самые разные материалы, в том числе перламутр и морские раковины. Для большего эффекта применяли подкрашивание камня. Начиная с XVIII века получила распространение живописная портретная миниатюра, имитирующая камею. «Живописью под камеи» (фр. peinture en camaïeu) называют росписи в технике гризайль (обычно имитирующие светлый рельеф на цветном фоне), а также гравюры кьяроскуро.
Искусством резьбы по камню (англ. gemwork) славились английские мастера. В 1712 году было опубликовано изобретение французского химика М. Хомберга «Способ отливки камей из стекловидной массы». Камеи, полученные способом Хомберга, получили название  «литики»  (фр. lithyque — камешек). Камеи резали по цветному гипсу. Эту технику назвали  «скальоло»  (итал. scaliolo — вырезанный). Её использовал в 1760-х годах итальянский мастер Доменико Бартоли из Ливорно.
В середине XVIII века «камейную технику» в фаянсе культивировал знаменитый английский предприниматель и технолог Джозайя Веджвуд. «Камейная продукция» его мануфактуры «Этрурия» в Стаффордшире (Англия): декоративные вазы, сервизы, рельефные плакетки, броши, кулоны «a la antique», легко узнаются по фирменному приёму: белый рельеф на цветном, чаще синем, фоне. В 1763 году в Англии изобрели легкоплавкую пасту различных оттенков, схожую по составу с поташным стеклом. Её можно резать, шлифовать и полировать.
Рельефные медальоны «a la cameo» включали в антикизирующую мебель работы Т. Чиппендейла, Т. Шератона и других известных мастеров. В конце XVIII века в моду вошли «бристольские стёкла» (их делали в г. Бристоль, юго-западная Англия) — камеи, обычно производства Веджвуда, смонтированные симметрично под стеклом в раме. Вытесняя картины, согласно неоклассической моде, они служили настенным украшением аристократических гостиных.
В середине XVIII века богемские стеклоделы изобрели сульфидное стекло для имитации камей в технике молочного (глушёного) стекла или фарфора. Сочетали резьбу с техникой «пат-сюр-пат». Они монтировали такие «камеи» в изделия из прозрачного хрусталя. Технику камео-инкрустации успешно применяли в Англии и Франции. В период ампира и второго ампира во Франции входили в моду итальянские камеи, вырезанные на кораллах и вулканолях.

## Камеи в России
В России первую коллекцию гемм (инталий и камей) в 1721 году в Голландии приобрёл Пётр I для петербургской Кунсткамеры. Однако коллекционирование камей началось в середине XVIII века при императрице Екатерине Великой, которая, как она сама говорила, заболела «камейной болезнью». Первые геммы, включая гипсовые слепки, были приобретены для Императорского Эрмитажа в 1764 году из собрания немецкого медальера, резчика и коллекционера И.-Л. Наттера, скончавшегося годом ранее в Санкт-Петербурге. Затем последовали другие приобретения.
С 1766 года в Лондоне шотландский гравёр и скульптор Джеймс Тасси создавал миниатюрные портреты и копии знаменитых камей в гипсе и стеклянной пасте. В 1775 году он опубликовал каталог своих произведений. Он планировал создать музей: «Кабинет слепков» со всех гемм, имеющихся в собраниях европейских коллекционеров. В 1781 году императрица Екатерина II сделала заказ Тасси на выполнение «Кабинета слепков» для Эрмитажа: всего около 16 тысяч наименований по его каталогу. На выполнение этого заказа мастер потратил десять лет.
Тасси не ограничивал свою деятельность копированием, его собственные относительно недорогие изделия покупали в разных государствах Европы, они получили собственное название: «tassies». Многие европейские фарфоровые мануфактуры, следуя примеру Веджвуда, воспроизводили античные камеи в фаянсе и фарфоре, обычно в белом бисквите на цветном фоне. Их оправляли в «шеффилдское серебро». Такие украшения называли «комессо».
В 1787 году для Эрмитажа была приобретена уникальная коллекция камей и инталий (1500 гемм) Луи-Филиппа-Жозефа Орлеанского из фамильного собрания герцогов Орлеанских, которая в 1741 году обогатилась покупкой резных камней из собрания Пьера Кроза на распродаже после его смерти. С 2001 года треть этой коллекции экспонируется в Золотой гостиной Зимнего дворца под названием «Судьба одной коллекции. 500 резных камней из кабинета герцога Орлеанского».
В 1792 году петербургская коллекция обогатилась приобретением собрания итальянского художника Дж. Б. Казановы и достигла десяти тысяч наименований. Эрмитажная коллекция пополнялась и в XIX веке. В 1814 году бывшая императрица Франции Жозефина Богарне подарила российскому императору Александру I «Камею Гонзага». В 1850 году Е. И. Голицына завещала императору Николаю I античную камею с головой Зевса. Поступали камеи из собраний барона А. Л. Николаи, генерала М. Е. Хитрово, вице-президента Академии художеств, князя Г. Г. Гагарина, собирателей Ю. Х. Лемме, В. И. Мятлева и других. В начале XX века для Императорского Эрмитажа была приобретена часть коллекции русского посла в Берлине П. А. Сабурова «Камейный профиль» стал эстетическим критерием академического искусства.
В 1852 году французский поэт и эссеист Теофиль Готье выпустил сборник «Эмали и камеи» (Emaux et Camées). Русский поэт XIX века Лев Мей составил цикл под названием «Камеи» из шести поэм, как размышления о каждом из римских правителей от Юлия Цезаря до Нерона.

## Галерея
- Камея с изображением Августа в короне из дуба и лавра. Сардоникс, жемчуг, сапфир, стекло. Оправа из позолоченного серебра, жемчуга, сапфиров и красного стекла XIV-XVII вв. Кабинет медалей Национальной библиотеки Франции, Париж
- Камея, изображающая Птолемея II в образе Александра Великого. Халцедон, Александрия, сер. III в. до н. э. Оправа: Париж, конец XVIII в. Кабинет медалей Национальной библиотеки Франции, Париж
- «Портрет африканского короля». Агат. Италия, вторая половина XVI в. Оправа: золото, XVII в.
- Портрет М. М. Бартельм с камейной брошью. Фотография 1913 г.
- Камея Гонзага. Сардоникс. Александрия, III в. до н. э. Эрмитаж, Санкт-Петербург
- Камейная резьба на раковине «тигровой ципреи»
- Камея на раковине. Асчионе, 1925. Неаполь, Музей коралловых украшений и камео Асчионе